# Cane Uken
Cane Uken is een bestuurslaag in het regentschap Gayo Lues van de provincie Atjeh, Indonesië. Cane Uken telt 256 inwoners (volkstelling 2010).